# Bühler, Appenzell Ausserrhoden
Bühler (schweizertyska: Im Büeler) är en ort och kommun i kantonen Appenzell Ausserrhoden i Schweiz. Kommunen har 1 954 invånare (2023). Förutom huvudorten Bühler finns ortsdelen Steig.